# Football Club Lugano 2014-2015
Questa voce raccoglie le informazioni riguardanti il Football Club Lugano nelle competizioni ufficiali della stagione 2014-2015.

## Stagione
Il Lugano, per la stagione 2014-2015 conferma quale allenatore Livio Bordoli, reduce da un ottimo fine di campionato nella scorsa stagione. La squadra ad inizio stagione può contare solo di 14 elementi in rosa.
Ad inizio agosto Pablo Bentancur acquista il 40% del FC Lugano e porta diversi giocatori uruguagi per completare la rosa.
Dopo le prime 8 partite il Lugano ha totalizzato 10 punti, trovandosi al sesto posto in classifica a -10 dalla capolista Wohlen. Si prospetta così un'altra stagione in anonimato. La squadra inizia a girare e nelle successive dieci partite il Lugano, ne vince otto pareggiandone due.  Il Lugano chiude il girone di andata al secondo posto a -1 punto dal Wohlen e a +3 dal Servette. Si prospetta una corsa a tre per la promozione.
Nel mercato invernale arrivano tre innesti importanti che rafforzano la rosa. Il Lugano purtroppo non inizia benissimo, pareggiando la prima in casa con il Bienne, ultimo in classifica. Perde lo scontro diretto a Ginevra, ritrovandosi terzo classificato, pareggiando in casa con il Wil. Trovandosi a 7 punti dalla capolista Servette, con una partita in meno ( da recuperare contro il Wohlen, partita rinviata per impraticabilità del campo), e -5 dal Wohlen secondo. Il Lugano vince in casa con il Le Mont giocando male. Il derby con il Chiasso diventa fondamentale, perdere significa restare fuori dalla corsa per la promozione, vincere significa rientrarci. Il Lugano a Chiasso soffre ma vince meritatamente. Dopo aver vinto 3-0 in casa con, l'ormai in crisi Winterthur, Il Lugano perde il recupero con il Wohlen al 94' minuto, restando terzo a -3 dal Servette e a -2 dal Wohlen.
Alla 28ª giornata il Lugano vince a Wil superando in classifica il Servette, che pareggia a Chiasso. Alla 31ª giornata la squadra perde contro il Le Mont, impegnato nella corsa alla salvezza, e torna secondo.
La 32ª giornata vede impegnati a Cornaredo il Lugano, secondo, contro il Servette capolista, perdere significherebbe dover recuperare quattro lunghezze in sole 4 partite, vincere significherebbe riprendersi il primo posto. Curiosa coincidenza, la partita si gioca 11 maggio del 2015, esattamente quattro anni prima si giocò Lugano–Servette, allora Lugano primo e Servette terzo, distanziati di pochi punti, quel 11 maggio del 2011 il Lugano perse l'incontro per 0-6 e quella stagione ad essere promossi furono Losanna e Servette, con il Lugano a perdere la promozione sul più bello. Quattro anni dopo la possibilità di prendersi la rivincita per il bianconeri, la piazza capisce l'importanza della sfida e lo stadio è infuocato. Il Lugano gioca una bellissima partita dominando i ginevrini. La partita termina 2-0 con reti tutte ticinesi di Rossini e Bottani. In quella partita le conclusioni nello specchio della porta avversaria saranno 20 per il Lugano contro i soli 2 tiri del Servette.
La classifica vede ora Lugano 65 punti, Servette 64 punti e Wohlen 58 punti.
Nella partita successiva i bianconeri vincono a Losanna soffrendo mentre il posticipo vede in campo Wohlen e Servette. Con la vittoria dei ticinesi il Wohlen è costretta a vincere, perdere significherebbe essere matematicamente fuori dalla corsa promozione. D'altro canto anche il Servette è costretto a vincere. Il primo tempo si chiude 1-0 in favore degli argoviesi. Nel secondo tempo però il Servette ribalta il risultato, 1-3 al fischio finale.
La terz'ultima giornata vede il Lugano giocare in casa il derby, mentre il Servette giocare in casa contro lo Sciaffusa. Lo stadio è nuovamente infuocato, sulla panchina del Chiasso siede l'ex allenatore del Lugano Marco Schällibaum, che era stato esonerato proprio prima di Lugano Servette 0-6, nel 2011, dal presidente quando allora il Lugano perse clamorosamente la promozione.
Si crea così un clima di tensione con Schällibaum ed il Chiasso desiderosi di fare lo sgambetto. Al 10' minuto il Chiasso è in vantaggio 0-1 e nel frattempo arrivano notizie da Ginevra dove il Servette vince 1-0. Per un momento i fantasmi del passato tornano su Cornaredo. Rossini pareggia al 23º, e il pubblico ci crede, nel secondo tempo il Lugano cala il poker con le reti di Malvino, Tosetti e Basic (trascinatore della stagione). Il derby è vinto. A fine partita per un attimo tutto lo stadio è rimasto in silenzio aspettando notizie da Ginevra. E che notizie, il Servette è stato sconfitto 1-2 in casa. Ora il Lugano vincendo a Bienne sarebbe matematicamente promosso.
Penultima giornata diverse centinaia di tifosi bianconeri fanno la trasferta, mentre sono migliaia i tifosi in piazza Manzoni per assistere la partita sul megaschermo appositamente allestito.
Il primo tempo è tirato, il Bienne deve salvarsi e dimostra di vendere cara la pelle ma al 68' del secondo tempo Guarino s'inventa un eurogol che porta in visibilio tutti i tifosi bianconeri. All 80' il Bienne prende una clamorosa traversa, e 5 minuti più tardi Urbano segna il definitivo 0-2. I tifosi invadono il campo festeggiando con i propri beniamini mentre in Piazza Manzoni scoppia la festa. FC Lugano promosso con una giornata d'anticipo, e fa ritorno nella massima serie dopo 13 lunghi anni passati in Challenge League

## Rosa
| N. |                     | Ruolo | Calciatore           |
| -- | ------------------- | ----- | -------------------- |
| 1  | Svizzera (bandiera) | P     | Dean Santangelo      |
| 4  | Svizzera (bandiera) | D     | Marco Padalino       |
| 5  | Svizzera (bandiera) | D     | Andrei Herlea        |
| 6  | Italia (bandiera)   | D     | Orlando Urbano       |
| 7  | Svizzera (bandiera) | C     | Salvatore Guarino    |
| 7  | Svizzera (bandiera) | A     | Patrick Rossini      |
| 8  | Croazia (bandiera)  | D     | Marko Bašić          |
| 10 | Svizzera (bandiera) | C     | Mattia Bottani       |
| 11 | Uruguay (bandiera)  | A     | Sergio Cortelezzi    |
| 12 | Svizzera (bandiera) | P     | Alessio Bellante     |
| 14 | Uruguay (bandiera)  | C     | Jonathan Sabbatini   |
| 16 | Serbia (bandiera)   | C     | Nikola Milosavljević |
| 17 | Svizzera (bandiera) | C     | Matteo Tosetti       |

| N. |                     | Ruolo | Calciatore          |
| -- | ------------------- | ----- | ------------------- |
| 19 | Svizzera (bandiera) | C     | Antoine Rey         |
| 21 | Uruguay (bandiera)  | D     | Matías Malvino      |
| 22 | Kosovo (bandiera)   | A     | Drilon Paçarizi     |
| 24 | Uruguay (bandiera)  | A     | Renato César        |
| 30 | Italia (bandiera)   | P     | Francesco Russo     |
| 31 | Kosovo (bandiera)   | D     | Denis Markaj        |
| 32 | Uruguay (bandiera)  | A     | Leonardo Melazzi    |
| 33 | Svizzera (bandiera) | D     | Ivan Lurati         |
| 38 | Svizzera (bandiera) | A     | Zoran Josipovic     |
| 55 | Svizzera (bandiera) | D     | Igor Đurić          |
| 66 | Svizzera (bandiera) | C     | Sandro Lombardi     |
| 77 | Svizzera (bandiera) | D     | Leandro Di Gregorio |
|    | Uruguay (bandiera)  | A     | Federico Rodríguez  |

## Organigramma societario
Area tecnica
- Allenatore: Livio Bordoli
- Allenatore in seconda: Enrico Morinini
- Preparatore dei portieri: Luca Redaelli
- Preparatori atletici:

## Calciomercato

### Sessione estiva
| Acquisti | Acquisti          | Acquisti          | Acquisti |
| R.       | Nome              | da                | Modalità |
| -------- | ----------------- | ----------------- | -------- |
| D        | Matías Malvino    | Defensor Sporting |          |
| A        | Leonardo Melazzi  | Miramar Misiones  |          |
| A        | Renato César      | Nacional          |          |
| C        | Jonathan Barboza  | Liverpool         |          |
| A        | Sergio Cortelezzi | Clodiense         |          |
| A        | Zoran Josipovic   | Juventus U19      |          |
| D        | Andrei Herlea     | Grasshoppers II   |          |
| D        | Ivan Lurati       | Team Ticino U18   |          |
| A        | Drilon Paçarizi   | Locarno           |          |

| Cessioni | Cessioni          | Cessioni        | Cessioni |
| R.       | Nome              | a               | Modalità |
| -------- | ----------------- | --------------- | -------- |
| A        | Rafael da Silva   | Albirex Niigata |          |
| D        | Martino Borghese  | Spezia          |          |
| P        | Hrvoje Bukovski   | Wil             |          |
| C        | Simone Cappellari | Jura Sud        |          |
| D        | Patrick Cazzaniga | Stade Nyonnais  |          |
| C        | Everton Luiz      | San Gallo       |          |
| C        | David Forzano     | Bellinzona      |          |
| D        | Daniel Maffi      | Bellinzona      |          |
| C        | Luca Quadri       | Locarno         |          |
| C        | Gëzim Shalaj      | Pandurii        |          |

### Sessione invernale
| Acquisti | Acquisti           | Acquisti | Acquisti |
| R.       | Nome               | da       | Modalità |
| -------- | ------------------ | -------- | -------- |
| D        | Igor Đurić         | Chiasso  |          |
| A        | Federico Rodríguez | Bologna  |          |
| C        | Sandro Lombardi    | Wil      |          |
| A        | Patrick Rossini    | Zurigo   |          |

| Cessioni | Cessioni         | Cessioni    | Cessioni |
| R.       | Nome             | a           | Modalità |
| -------- | ---------------- | ----------- | -------- |
| A        | Bojan Dubajić    | Le Mont     |          |
| C        | Jonathan Barboza | Sud América |          |

## Risultati

### Challenge League

#### Prima fase, girone di andata
| Arbitro: | San |

|          |           |           |
| Ianu 68’ | Marcatori | 43’ Bašić |

| Arbitro: | Schnyder |

|                         |           |                    |
| da Silva 2’ (rig.), 16’ | Marcatori | 9’ (rig.) Bengondo |

| Arbitro: | Fähndrich |

|             |           |                     |
| da Silva 6’ | Marcatori | 5’ Rapp 10’ Brahimi |

| Baulmes 10 agosto 2014, ore 15:00 CEST 4ª giornata | Le Mont      | 0 – 0 referto | Lugano | Stadio Sous-Ville (450 spett.)\| Arbitro: \| Superczynski \| |
| Arbitro:                                           | Superczynski |               |        |                                                              |

| Arbitro: | Huwiler |

|                                                 |           |                |
| Paçarizi 12’, 38’, 65’ Bašić 30’ Cortelezzi 62’ | Marcatori | 63’, 83’ Tadić |

| Arbitro: | Bieri |

|                      |           |  |
| Regazzoni 39’ (rig.) | Marcatori |  |

| Arbitro: | Pache |

|                 |           |            |
| Di Gregorio 77’ | Marcatori | 22’ Koller |

| Arbitro: | San |

|              |           |           |
| Avanzini 78’ | Marcatori | 67’ Bašić |

| Arbitro: | Musa |

|  |           |               |
|  | Marcatori | 56’ Sabbatini |

#### Prima fase, girone di ritorno
| Arbitro: | Schnyder |

|                      |           |          |
| Urbano 44’ Bašić 52’ | Marcatori | 85’ Ianu |

| Arbitro: | Klossner |

|          |           |                             |
| Fazli 8’ | Marcatori | 44’ Cortelezzi 78’ Paçarizi |

| Arbitro: | Jaccottet |

|                             |           |  |
| Cortelezzi 82’ Paçarizi 84’ | Marcatori |  |

| Arbitro: | Pache |

|                     |           |             |
| Cortelezzi 48’, 88’ | Marcatori | 31’ Pimenta |

| Winterthur 1º novembre 2014, ore 17:45 CET 14ª giornata | Winterthur | 0 – 0 referto | Lugano | Stadion Schützenwiese (3 100 spett.)\| Arbitro: \| Schnyder \| |
| Arbitro:                                                | Schnyder   |               |        |                                                                |

| Arbitro: | Hänni |

|                                                                 |           |               |
| Di Gregorio 23’ Markaj 45’ Melazzi 67’ Paçarizi 73’ Dubajić 90’ | Marcatori | 73’ Regazzoni |

| Arbitro: | Erlachner |

|  |           |                        |
|  | Marcatori | 42’ Malvino 80’ Urbano |

| Sciaffusa 29 novembre 2014, ore 17:45 CET 17ª giornata | Sciaffusa | 0 – 0 referto | Lugano | Stadion Breite (1 267 spett.)\| Arbitro: \| Jaccottet \| |
| Arbitro:                                               | Jaccottet |               |        |                                                          |

| Arbitro: | Erlachner |

|                                        |           |             |
| Cortelezzi 81’, 90’ (rig.) Malvino 83’ | Marcatori | 61’ Kololli |

#### Seconda fase, girone di andata
| Arbitro: | Schnyder |

|            |           |            |
| Urbano 74’ | Marcatori | 67’ Corbaz |

| Arbitro: | Fähndrich |

|                    |           |  |
| Bua 46’ Pasche 90’ | Marcatori |  |

| Arbitro: | Erlachner |

|                              |           |                  |
| Grether 61’ Buess 90’ (rig.) | Marcatori | 73’ (rig.) Bašić |

| Lugano 28 febbraio 2015, ore 17:00 CET 22ª giornata | Lugano | 0 – 0 referto | Wil | Stadio di Cornaredo (1 917 spett.)\| Arbitro: \| Musa \| |
| Arbitro:                                            | Musa   |               |     |                                                          |

| Arbitro: | Fähndrich |

|                                         |           |  |
| Josipovic 56’ Sabbatini 57’ Melazzi 90’ | Marcatori |  |

| Arbitro: | Hänni |

|            |           |                   |
| Viçosa 70’ | Marcatori | 3’, 77’ Sabbatini |

| Arbitro: | Amhof |

|                                 |           |  |
| Rossini 66’, 68’ Cortelezzi 89’ | Marcatori |  |

| Arbitro: | Jancevski |

|  |           |                    |
|  | Marcatori | 40’ (rig.) Rossini |

| Arbitro: | Schnyder |

|                                 |           |            |
| Cortelezzi 59’ (rig.) César 65’ | Marcatori | 18’ Veloso |

#### Seconda fase, girone di ritorno
| Arbitro: | Fähndrich |

|                        |           |                                                    |
| Schäppi 88’ Tahipi 90’ | Marcatori | 4’, 20’ Rossini 54’ Tosetti 61’ Bašić 77’ Lombardi |

| Arbitro: | Superczynski |

|  |           |           |
|  | Marcatori | 37’ Bašić |

| Arbitro: | Studer |

|                                |           |           |
| Sabbatini 82’ Bašić 86’ (rig.) | Marcatori | 77’ Tadić |

| Arbitro: | Tschudi |

|                                   |           |                       |
| Gétaz 53’ Mustafi 61’ N'Diaye 75’ | Marcatori | 16’ Bašić 82’ Guarino |

| Arbitro: | Amhof |

|                         |           |  |
| Rossini 32’ Bottani 67’ | Marcatori |  |

| Arbitro: | Bieri |

|  |           |           |
|  | Marcatori | 10’ Bašić |

| Arbitro: | Klossner |

|                                               |           |           |
| Rossini 23’ Malvino 53’ Tosetti 85’ Bašić 89’ | Marcatori | 10’ Pacar |

| Arbitro: | Amhof |

|  |           |                        |
|  | Marcatori | 68’ Guarino 86’ Urbano |

| Arbitro: | Gut |

|                         |           |                                    |
| Sabbatini 46’ Đurić 68’ | Marcatori | 35’ Geissmann 55’ Rapp 89’ Brahimi |

### Coppa Svizzera
| 23 agosto 2014, ore 17:00 CEST Primo turno | Old Boys Basilea | 1 – 2 | Lugano |  |

| 20 settembre 2014, ore 17:00 CEST Secondo turno | FC Tägerwilen | 3 – 9 | Lugano |  |

| 29 ottobre 2014, ore 19:30 CET Ottavi di finale | Lugano | 0 – 1 | Grasshoppers |  |

## Statistiche

### Statistiche di squadra
| Competizione     | Punti | In casa | In casa | In casa | In casa | In casa | In casa | In trasferta | In trasferta | In trasferta | In trasferta | In trasferta | In trasferta | Totale | Totale | Totale | Totale | Totale | Totale | DR  |
| Competizione     | Punti | G       | V       | N       | P       | Gf      | Gs      | G            | V            | N            | P            | Gf           | Gs           | G      | V      | N      | P      | Gf     | Gs     | DR  |
| ---------------- | ----- | ------- | ------- | ------- | ------- | ------- | ------- | ------------ | ------------ | ------------ | ------------ | ------------ | ------------ | ------ | ------ | ------ | ------ | ------ | ------ | --- |
| Challenge League | 74    | 18      | 13      | 3       | 2       | 42      | 17      | 18           | 9            | 5            | 4            | 22           | 14           | 36     | 22     | 8      | 6      | 64     | 31     | +33 |
| Coppa Svizzera   | -     | 1       | 0       | 0       | 1       | 0       | 1       | 2            | 2            | 0            | 0            | 11           | 4            | 3      | 2      | 0      | 1      | 11     | 5      | +6  |
| Totale           | 74    | 19      | 13      | 3       | 3       | 42      | 18      | 20           | 11           | 5            | 4            | 33           | 18           | 39     | 24     | 8      | 7      | 75     | 36     | +39 |

### Andamento in campionato
| Giornata  | 1 | 2 | 3 | 4 | 5 | 6 | 7 | 8 | 9 | 10 | 11 | 12 | 13 | 14 | 15 | 16 | 17 | 18 | 19 | 20 | 21 | 22 | 23 | 24 | 25 | 26 | 27 | 28 | 29 | 30 | 31 | 32 | 33 | 34 | 35 | 36 |
| --------- | - | - | - | - | - | - | - | - | - | -- | -- | -- | -- | -- | -- | -- | -- | -- | -- | -- | -- | -- | -- | -- | -- | -- | -- | -- | -- | -- | -- | -- | -- | -- | -- | -- |
| Luogo     | T | C | C | T | C | T | C | T | T | C  | T  | C  | C  | T  | C  | T  | T  | C  | C  | T  | T  | C  | C  | T  | C  | T  | C  | T  | T  | C  | T  | C  | T  | C  | T  | C  |
| Risultato | N | V | P | N | V | P | N | N | V | V  | V  | V  | V  | N  | V  | V  | N  | V  | N  | P  | P  | N  | V  | V  | V  | V  | V  | V  | V  | V  | P  | V  | V  | V  | V  | P  |
| Posizione | 4 | 2 | 5 | 6 | 4 | 6 | 6 | 6 | 6 | 4  | 4  | 2  | 2  | 2  | 2  | 1  | 2  | 2  | 2  | 3  | 3  | 3  | 3  | 3  | 3  | 3  | 2  | 1  | 1  | 1  | 2  | 1  | 1  | 1  | 1  | 1  |

Legenda:

Luogo: C = Casa; T = Trasferta. Risultato: V = Vittoria; N = Pareggio; P = Sconfitta.

### Statistiche dei giocatori
| J. Barboza       | 4  | 0  | 0 | 0 |
| M. Bašić         | 33 | 11 | 6 | 0 |
| A. Bellante      | 0  | 0  | 0 | 0 |
| S. Belometti     | 0  | 0  | 0 | 0 |
| M. Bottani       | 26 | 1  | 3 | 0 |
| S. Cortelezzi    | 27 | 9  | 4 | 1 |
| R. César         | 14 | 1  | 1 | 0 |
| L. Di Gregorio   | 27 | 2  | 1 | 0 |
| B. Dubajić       | 8  | 1  | 0 | 0 |
| S. Guarino       | 17 | 2  | 2 | 0 |
| A. Herlea        | 5  | 0  | 2 | 0 |
| G. Italo         | 1  | 0  | 0 | 0 |
| Z. Josipovic     | 7  | 1  | 0 | 0 |
| S. Lombardi      | 11 | 1  | 2 | 0 |
| I. Lurati        | 1  | 0  | 0 | 0 |
| M. Malvino       | 27 | 3  | 5 | 1 |
| D. Markaj        | 35 | 1  | 1 | 0 |
| L. Melazzi       | 17 | 2  | 4 | 0 |
| N. Milosavljević | 11 | 0  | 1 | 0 |
| M. Padalino      | 15 | 0  | 7 | 0 |
| D. Paçarizi      | 23 | 6  | 2 | 1 |
| A. Rey           | 32 | 0  | 5 | 0 |
| F. Rodríguez     | 0  | 0  | 0 | 0 |
| P. Rossini       | 14 | 7  | 0 | 0 |
| F. Russo         | 36 | 0  | 3 | 0 |
| J. Sabbatini     | 32 | 6  | 7 | 0 |
| D. Santangelo    | 1  | 0  | 0 | 0 |
| R. Silva         | 3  | 3  | 1 | 0 |
| M. Tosetti       | 30 | 2  | 3 | 0 |
| O. Urbano        | 33 | 4  | 9 | 0 |
| I. Đurić         | 7  | 1  | 3 | 0 |